# Clement (Bischof)

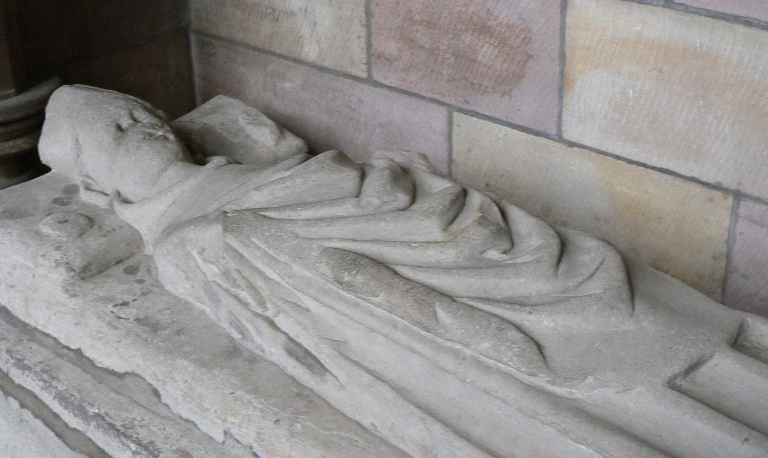
Mutmassliches Grabdenkmal von Clement

Clement (auch Clemens Scotus) († 1258) war ein schottischer Ordensgeistlicher. Ab 1233 war er Bischof von Dunblane. Er gilt als einer der bedeutendsten mittelalterlichen Bischöfe der Diözese.

## Herkunft
Clement stammte vermutlich aus Schottland. 1219 soll er während seines Studiums in Paris in die erst zwei Jahre zuvor gegründete Dominikanerniederlassung in Paris eingetreten sein, was aber als zweifelhaft gilt. Wahrscheinlicher ist, dass Clement an der Universität Oxford studierte, wo er sich mit Edmund of Abingdon anfreundete. Das Kapitel der englischen Dominikaner sandte Clement 1230 nach Schottland, wo er rasch die Unterstützung von König Alexander II. gewann. Da er dazu auch die Unterstützung von Bischof William Malveisin von St Andrews hatte, konnten die Dominikaner unter Clements Führung in Schottland rasch die ersten Niederlassungen gründen. Bis 1233 entstanden acht Niederlassungen des Ordens, davon mehrere in Häusern, die der König dem Orden überlassen hatte.

## Tätigkeit als Ordensgeistlicher und Aufstieg zum Bischof
Nach dem Tod von Bischof Osbert von Dunblane 1231 zögerten der König und Papst Gregor IX., dem Earl of Strathearn als Patronatsherrn der Diözese die Erlaubnis zu erteilen, einen neuen Kandidaten vorzuschlagen. Schließlich beauftragte der Papst die Bischöfe William Malveisin von St Andrews, Gregory von Brechin und Bischof Gilbert von Dunkeld, einen neuen Bischof einzusetzen. Sie wählten auf Drängen des Königs Clement. Da zu der Zeit in Dunblane noch kein Kathedralkapitel bestand, gab es gegen die Ernennung keine Einwände. Am 4. September 1233 wurde Clement in Stow of Wedale von Bischof William Malveisin zum Bischof geweiht. Damit war er der erste Dominikaner, der in Großbritannien zum Bischof geweiht wurde.

## Tätigkeit als Bischof

### Geistliche Tätigkeit

#### Steigerung der Einkünfte der Diözese und Neubau der Kathedrale

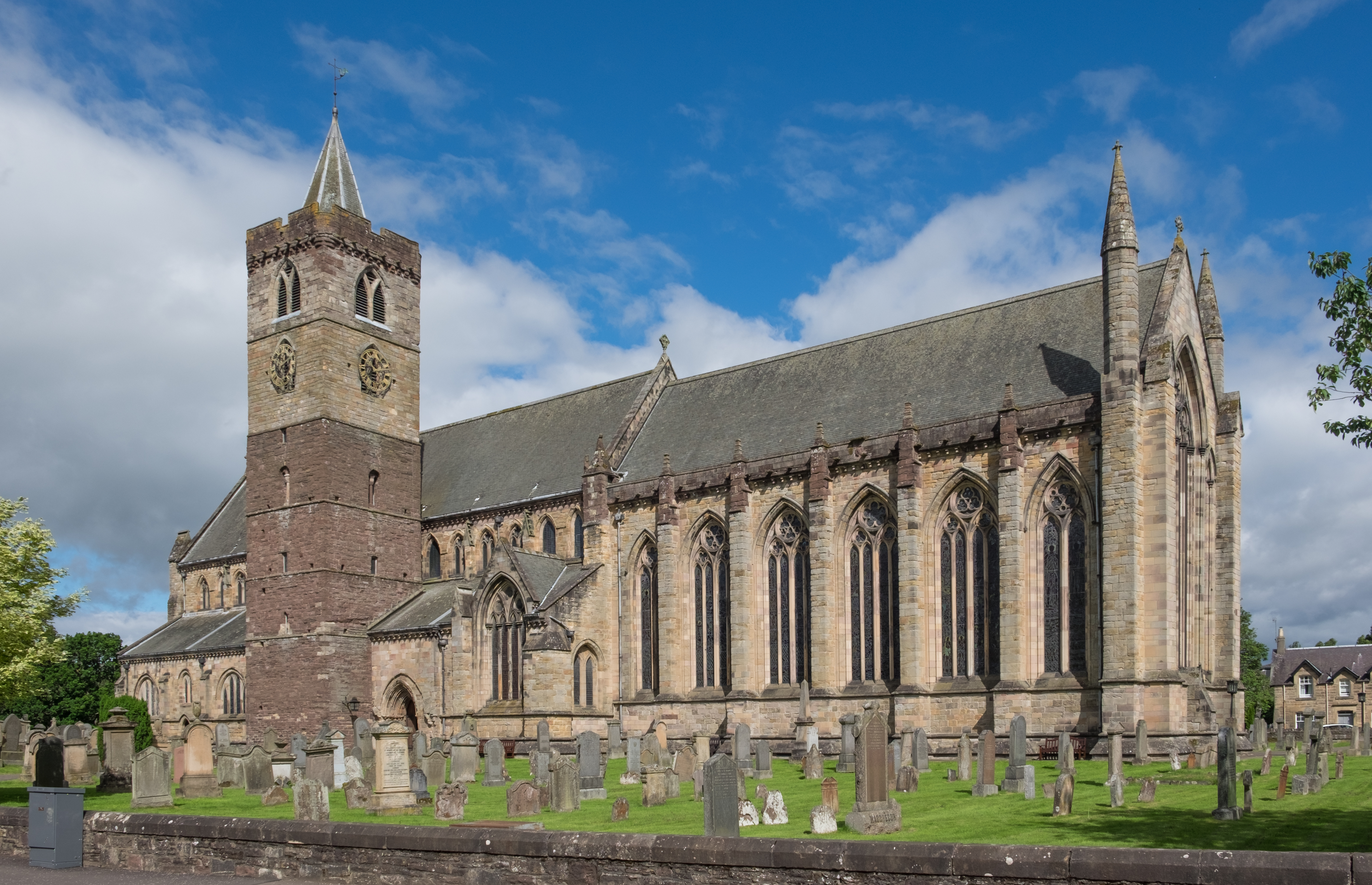
Der von Clement begonnene Neubau der Kathedrale von Dunblane

Sofort nach seiner Wahl begann Clement mit der Durchsetzung von radikalen Reformen in Dunblane. Er berief eine Diözesansynode ein und entmachtete die Priore der Culdeer von Muthil und Abernethy. Allerdings war die Diözese bei seinem Amtsantritt so verarmt und unorganisiert, dass der Papst schon überlegte, ihren Sprengel zwischen anderen Diözesen aufzuteilen oder den Sitz der Diözese nach Inchaffray Abbey zu verlegen. Die Einkünfte aus den meisten Kirchen der Diözese gingen an Inchaffray Abbey und andere Klöster. Schon rasch geriet Clement mit dem Abt von Inchaffray in Konflikt, als er das Recht eines Teils der Einkünfte des Klosters bestritt. Dieser Konflikt wurde schließlich durch einen Schiedsspruch des Bischofs von Dunkeld und der Äbte von Scone und Lindores Abbey entschieden. Diese legten fest, dass die Einkünfte aus den umstrittenen Pfarreien tatsächlich Inchaffray zustanden, doch dass das Kloster jährlich £ 16 an den Bischof zahlen sollte. Da Clement erkannte, dass es ihm so nicht gelingen konnte, die Finanzen der Diözese erheblich zu verbessern, reiste er zwischen 1235 und 1237 zur Kurie nach Rom. Dort erklärte er, dass die jährlichen Einkünfte seiner Diözese nur die Hälfte seiner Kosten decken würden. Am 11. Juni 1237 beauftragte Papst Gregor IX. die Bischöfe von William of Bondington von Glasgow und Geoffrey von Dunkeld, die Angaben Clements zu untersuchen. Sie bestätigten Clements Angaben, und nach schwierigen Verhandlungen wurde schließlich entschieden, dass Clement ein Viertel der geistlichen Zehnten aus allen Pfarreien seiner Diözese für seinen eigenen Haushalt und für das Kapitel in Dunblane verwenden durfte. Mit Walter Comyn, Earl of Menteith, in dessen Besitzungen auch Pfarreien von Dunblane lagen, schloss Clement in Perth eine Vereinbarung. Nach dieser erhielt Clement weitere Einkünfte, im Gegenzug musste er die Gründung von Inchmahome Priory durch Menteith akzeptieren. Bis 1240 schloss Clement mit weiteren Klöstern Vereinbarungen, durch die es ihm gelang, die Einkünfte seiner Diözese zu steigern. Im Gegenzug erhielten die Äbte von Arbroath, Cambuskenneth, Lindores und Inchaffray Abbey einen Sitz in dem einzurichtenden Kathedralkapitel von Dunblane. Die Steigerung der Einkünfte der Diözese gingen allerdings zu Lasten der Pfarreien, deren verbliebene Einkünfte nicht zum Unterhalt der Geistlichen vor Ort ausreichten. Durch die gestiegenen Einkünfte konnte Clement in Dunblane ein Kathedralkapitel einrichten. Dazu konnte er beginnen, die alte, unvollendete und dachlose Kathedrale von Dunblane durch einen schlichten Neubau im gotischen Stil zu ersetzen. Bei seinem Tod war die Kathedrale noch nicht vollendet, doch Dunblane war zum lebendigen geistlichen Zentrum der Diözese geworden. Auch bei der Kurie war Clement offenbar angesehen, denn am 23. Oktober 1247 beauftragte Papst Innozenz IV. Clement mit der Organisation der Erhebung einer Abgabe der schottischen Geistlichen zur Finanzierung eines neuen Kreuzzugs. Wie Clement diese Aufgabe durchführte, ist allerdings nicht überliefert.

#### Übernahme der Verwaltung der Diözese Argyll
Nach dem Tod von Bischof William von Argyll 1241 war die Diözese Argyll vakant geblieben. Schließlich wurde die Verwaltung der Diözese Clement übertragen. Über seine Tätigkeig in der Diözese ist nur wenig bekannt, doch mit Sicherheit versuchte er, die Finanzen zu verbessern. 1248 führte er mit Unterstützung des Königs kirchliche Reformen durch. Er plante, den Standort der Kathedrale der Diözese auf das schottische Festland zu verlegen. Die Kathedrale befand sich auf der Insel  Lismore, die in der Nähe von Dunstaffnage Castle, dem Hauptsitz von Duncan, Lord of Argyll liegt. Dieser hatte so erheblichen Einfluss auf die Diözese, dass ein Großteil der geistlichen Einkünfte an ihn geflossen war. Die Verlegung des Bischofssitzes wurde aber nicht umgesetzt. Da in Argyll keine Bischofswahlen möglich waren, die dem kanonischen Recht entsprachen, erlaubte der Papst 1248 Clement und dem Bischof von Glasgow, einen neuen Bischof einzusetzen.

### Politische Tätigkeit

#### Unterstützung der Herrschaft von Alexander II.
Als Bischof unterstützte Clement die Politik seines Förderers König Alexander II. Wahrscheinlich gehörte er nicht zu den engeren Vertrauten des Königs, doch wenn er an königlichen Ratsversammlungen teilnahm, stand er hoch in der Gunst des Königs und sein Rat wurde geschätzt. 1244 gehörte er zu den vier schottischen Bischöfen, die die Einhaltung des Vertrags von Newcastle beschworen. Mitte Februar 1249 nahm Clement an einer Ratsversammlung in Stirling teil, bei der es mit Sicherheit um die politische Lage in Argyll ging, wo Clement die Diözese verwaltete. Während des Feldzugs des Königs nach Argyll 1249 begleitete Clement den König als Ratgeber. Mit der Unterstützung des Königs konnte der Bischof die Diözese Argyll wiederherstellen und einen Teil seiner geplanten Reformen durchführen Zwar war der König während des Feldzugs gestorben, doch Ewen Macdougall, der Lord of Argyll war aus der Region vertrieben worden. 1250 wurde mit Alan ein neuer Bischof für die Diözese eingesetzt.

#### Rolle während der Minderjährigkeit von Alexander III.
Für den minderjährigen neuen König Alexander III. übernahm ein von Alan Durward geführter Regentschaftsrat die Regierung. Ende 1251 unterstützte Clement zusammen mit Bischof William von Glasgow den Sturz der Regierung von Durward. In den nächsten Jahren gehörte Clement dem vom Earl of Menteith geführten neuen Regentschaftsrat an. Im September 1255 konnte Alan Durward mit Unterstützung des englischen Königs Heinrich III. in einem Staatsstreich den Regentschaftsrat stürzen und wieder selbst die Führung der Regierung übernehmen. Zu den Mitgliedern des alten Regentschaftsrats, die ausdrücklich von der Regierung ausgeschlossen wurden, gehörte auch Clement. Der Machtkampf in Schottland war damit aber noch entschieden. Gamelin, der Kanzler des vom Earl of Menteith geführten Regentschaftsrats, wurde zum Bischof von St Andrews gewählt. Alan Durward wollte seine Weihe verhindern. Im Auftrag von Papst Alexander IV. exkommunizierte Clement zusammen mit den Äbten von Melrose und Jedburgh Abbey 1257 in Stirling die namentlich nicht genannten Verfolger von Gamelin.

## Nachwirkung

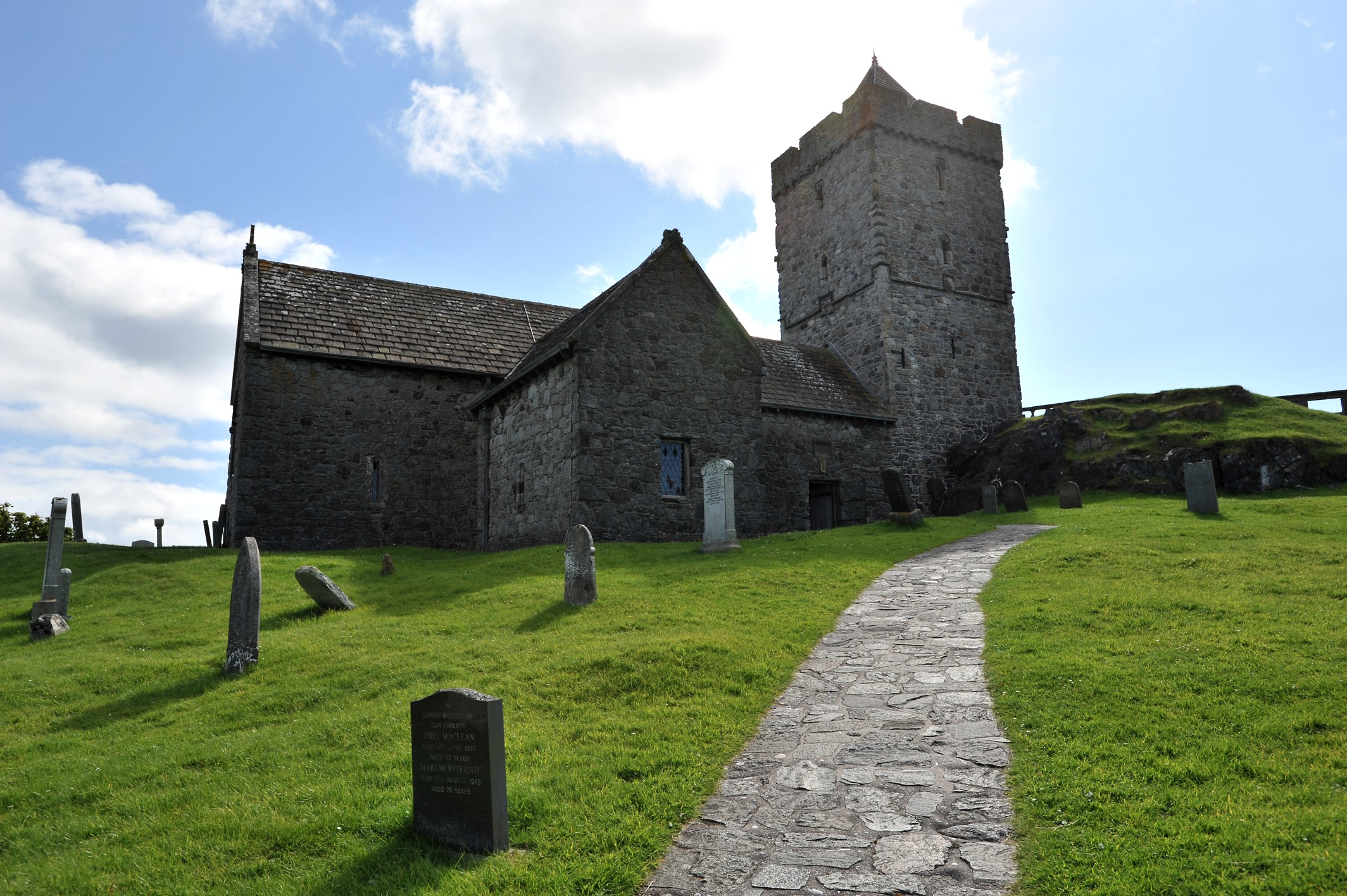
Die Clement geweihte Kirche in Rodel auf Harris

Clement wurde in der Kathedrale von Dunblane beigesetzt. Bei den Päpsten, den schottischen Königen und beim Dominikanerorden hatte er in hohem Ansehen gestanden. Er hatte den Dominikanerorden nach Schottland gebracht, war rasch zum Bischof aufgestiegen, hatte seine Diözese reorganisiert, ein Kathedralkapitel geschaffen, den Neubau der Kathedrale begonnen und dazu erhebliche politische Bedeutung gehabt. Er soll der Verfasser von vier geistlichen Büchern gewesen sein, von denen aber kein Exemplar erhalten blieb. Ihm wird aber eine Predigt zugeschrieben, die er als Dominikanerbruder verfasst haben soll. Obwohl er nie offiziell kanonisiert wurde, wurde er zeitweise als Heiliger verehrt. Sein Gedenktag war der 19. März. Seine Tätigkeit in der Diözese Argyll war für die Region so prägend, dass eine im 15. Jahrhundert in Rodel auf der Insel Harris gebaute Kirche ihm geweiht wurde.